# Lukas Løkken
Lukas Løkken (; 15 luglio 1992) è un attore danese, noto soprattutto per aver interpretato Patrick in The Rain e Anders in Elfo. 

## Filmografia
- Uno-due-tre-adesso! (2016)
- La pioggia (2018-2020)
- 2 giorni (2021)
- Elfi (2021)